# Hidemi Jinushizono
Hidemi Jinushizono (地主園 秀美 Jinushizono Hidemi?, nacido el 14 de abril de 1989 en Kagoshima) es un futbolista japonés que se desempeñaba como centrocampista.

## Trayectoria

### Clubes
| Club                | País  | Año         |
| ------------------- | ----- | ----------- |
| FC Gifu             | Japón | 2011 - 2014 |
| FC Maruyasu Okazaki | Japón | 2015 -      |

## Estadística de carrera

### J. League
| Club    | Año   | J. League | J. League | Copa J. League | Copa J. League | Total | Total |
| Club    | Año   | Part.     | Goles     | Part.          | Goles          | Part. | Goles |
| ------- | ----- | --------- | --------- | -------------- | -------------- | ----- | ----- |
| FC Gifu | 2011  | 16        | 1         | -              | -              | 16    | 1     |
| FC Gifu | 2012  | 18        | 2         | -              | -              | 18    | 2     |
| FC Gifu | 2013  | 0         | 0         | -              | -              | 0     | 0     |
| FC Gifu | 2014  | 0         | 0         | -              | -              | 0     | 0     |
| Total   | Total | 34        | 3         | 0              | 0              | 34    | 3     |